# P80 (propulseur à poudre)
Pour les articles homonymes, voir P80.
P80 désigne un propulseur à propergol solide utilisé comme premier étage du lanceur léger européen Vega.

## Historique
Le P80 commence à être développé conjointement par l'ESA, le CNES et l'ASI en 2005. Avio est choisi pour construire le propulseur. Deux tirs statiques ont lieu le 30 novembre 2006 puis le 4 décembre 2007. Le premier tir du P80 et du lanceur Vega a lieu le 13 février 2012 et est un succès.
Environ 76 millions d'euros ont été investis dans le développement du P80.